# Таємниця семи циферблатів
«Таємниця семи циферблатів» (англ. The Seven Dials Mystery) — роман англійської письменниці Агати Крісті, написаний в 1929 році. Герой роману — Суперінтендант Баттл, що спеціалізується на педантичних карних злочинах, які можуть мати певний політичний резонанс.

## Сюжет
З міністерства закордонних справ викрадені документи, що становлять державну таємницю.
У заміському особняку Чимниз, орендованому на два роки мільйонером Сером Освальдом Кутом, на уік-енд зібралися гості. Один з гостей, молодий «марнотратник життя», дивним образом гине. Біля його тіла передбачуваний убивця виставив у ряд сім будильників. Через якийсь час гине інший гість, дивний парубок, перед смертю що прошептала: «…сім циферблатів… скажіть Джиммі Тесайгеру». Гості й хазяї починають власне розслідування.

## Екранізації
В 1982 році британським режисером Тоні Уормбі був знятий фільм «Таємниця семи циферблатів» з Гаррі Ендрюсом у ролі суперінтенданта Баттла.